# Полежаевское сельское поселение (Воронежская область)
Полежаевское сельское поселение — упразднённое муниципальное образование в Новохопёрском районе Воронежской области.
Административный центр — посёлок Полежаевский.

## История
Законом Воронежской области от 25 ноября 2011 года № 161-ОЗ, преобразованы, путём объединения:
- Михайловское сельское поселение и Полежаевское сельское поселение — в Михайловское сельское поселение с административным центром в посёлке Михайловский.

## Административное деление
В состав поселения входят:
- посёлок Полежаевский
- посёлок Синичкин
- посёлок Солонцов